# Trigammafunktionen

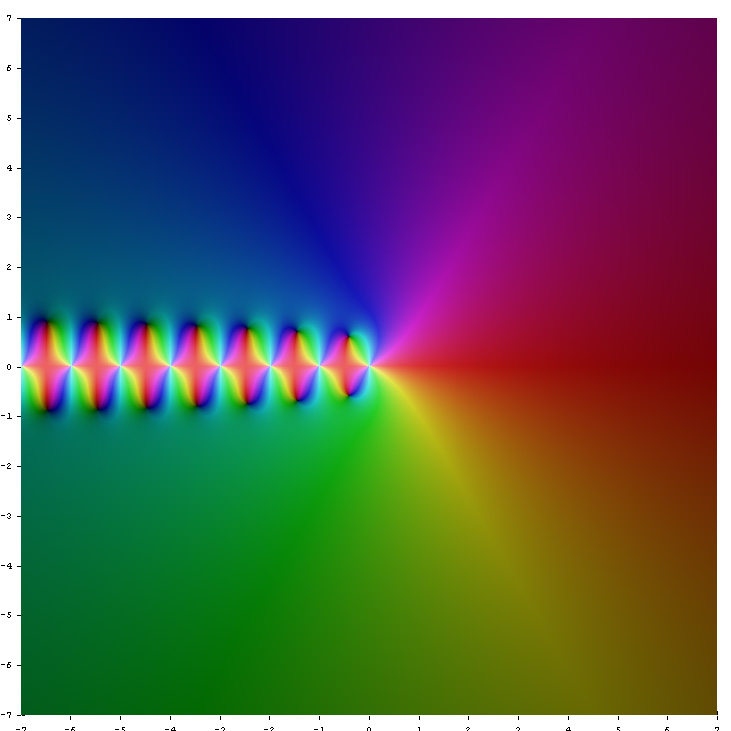
Trigammafunktionen i det komplexa planet. Färgen på en punkt kodar värdet av. Starka färger anger värden nära noll och nyans kodar värdets argument.

Trigammafunktionen är en speciell funktion som definieras som
{\displaystyle \psi _{1}(z)={\frac {d^{2}}{dz^{2}}}\ln \Gamma (z)}.
Den kan även definieras som serien
{\displaystyle \psi _{1}(z)=\sum _{n=0}^{\infty }{\frac {1}{(z+n)^{2}}}.}

## Integralrepresentationer
En dubbelintegral för trigammafunktionen är
{\displaystyle \psi _{1}(z)=\int _{0}^{1}\int _{0}^{y}{\frac {x^{z-1}y}{1-x}}\,dx\,dy.}
Med partiell integrering får man:
{\displaystyle \psi _{1}(z)=-\int _{0}^{1}{\frac {x^{z-1}\ln {x}}{1-x}}\,dx.}

## Funktionalekvationer
Trigammafunktionen satisfierar funktionalekvationerna
{\displaystyle \psi _{1}(z+1)=\psi _{1}(z)-{\frac {1}{z^{2}}}}
och
{\displaystyle \psi _{1}(kz)={\frac {1}{k^{2}}}\sum _{n=0}^{k-1}\psi _{1}\left(z+{\frac {n}{k}}\right)\;}
samt reflektionsformeln
{\displaystyle \psi _{1}(1-z)+\psi _{1}(z)=\pi ^{2}\csc ^{2}(\pi z).\,}

## Speciella värden
{\displaystyle \psi _{1}\!\left({\tfrac {1}{4}}\right)=\pi ^{2}+8G}
{\displaystyle \psi _{1}\!\left({\tfrac {1}{3}}\right)={\tfrac {2}{3}}\pi ^{2}+3{\sqrt {3}}\;\mathrm {Cl} _{2}\!\left({\tfrac {2}{3}}\pi \right)}
{\displaystyle \psi _{1}\!\left({\tfrac {1}{2}}\right)={\tfrac {1}{2}}\pi ^{2}}
{\displaystyle \psi _{1}\!\left({\tfrac {2}{3}}\right)={\tfrac {2}{3}}\pi ^{2}-3{\sqrt {3}}\;\mathrm {Cl} _{2}\!\left({\tfrac {2}{3}}\pi \right)}
{\displaystyle \psi _{1}\!\left({\tfrac {3}{4}}\right)=\pi ^{2}-8G}
{\displaystyle \psi _{1}(1)\;={\tfrac {1}{6}}\pi ^{2}}
{\displaystyle \psi _{1}\!\left({\tfrac {1}{6}}\right)=2\pi ^{2}+15{\sqrt {3}}\;\mathrm {Cl} _{2}\!\left({\tfrac {2}{3}}\pi \right)}
{\displaystyle \psi _{1}\!\left({\tfrac {5}{6}}\right)=2\pi ^{2}-15{\sqrt {3}}\;\mathrm {Cl} _{2}\!\left({\tfrac {2}{3}}\pi \right)}
{\displaystyle \psi _{1}\!\left({\tfrac {1}{8}}\right)=(2+{\sqrt {2}})\pi ^{2}+4(4-{\sqrt {2}})G+16{\sqrt {2}}\;\mathrm {Cl} _{2}\!\left({\tfrac {\pi }{4}}\right)}
{\displaystyle \psi _{1}\!\left({\tfrac {3}{8}}\right)=(2-{\sqrt {2}})\pi ^{2}-4(4+{\sqrt {2}})G+16{\sqrt {2}}\;\mathrm {Cl} _{2}\!\left({\tfrac {\pi }{4}}\right)}
{\displaystyle \psi _{1}\!\left({\tfrac {5}{8}}\right)=(2-{\sqrt {2}})\pi ^{2}+4(4+{\sqrt {2}})G-16{\sqrt {2}}\;\mathrm {Cl} _{2}\!\left({\tfrac {\pi }{4}}\right)}
{\displaystyle \psi _{1}\!\left({\tfrac {7}{8}}\right)=(2+{\sqrt {2}})\pi ^{2}-4(4-{\sqrt {2}})G-16{\sqrt {2}}\;\mathrm {Cl} _{2}\!\left({\tfrac {\pi }{4}}\right)}
{\displaystyle \psi _{1}\!\left({\tfrac {5}{4}}\right)=\pi ^{2}+8G-16}
{\displaystyle \psi _{1}\!\left({\tfrac {3}{2}}\right)={\tfrac {1}{2}}\pi ^{2}-4}
{\displaystyle \psi _{1}(2)\;={\tfrac {1}{6}}\pi ^{2}-1}

där G är Catalans konstant och {\displaystyle {\rm {{Cl}_{2}}}} är Clausens funktion.

## Övriga formler
En intressant formel där trigammafunktionen förekommer är
{\displaystyle \sum _{n=1}^{\infty }{\frac {n^{2}-{\frac {1}{2}}}{\left(n^{2}+{\frac {1}{2}}\right)^{2}}}\left[\psi _{1}\left(n-{\frac {i}{\sqrt {2}}}\right)+\psi _{1}\left(n+{\frac {i}{\sqrt {2}}}\right)\right]=-1+{\frac {\sqrt {2}}{4}}\pi \coth \left({\frac {\pi }{\sqrt {2}}}\right)-{\frac {3\pi ^{2}}{4\sinh ^{2}\left({\frac {\pi }{\sqrt {2}}}\right)}}+{\frac {\pi ^{4}}{12\sinh ^{4}\left({\frac {\pi }{\sqrt {2}}}\right)}}\left(5+\cosh \left(\pi {\sqrt {2}}\right)\right).}